# Marktstraße 24 (Cochstedt)

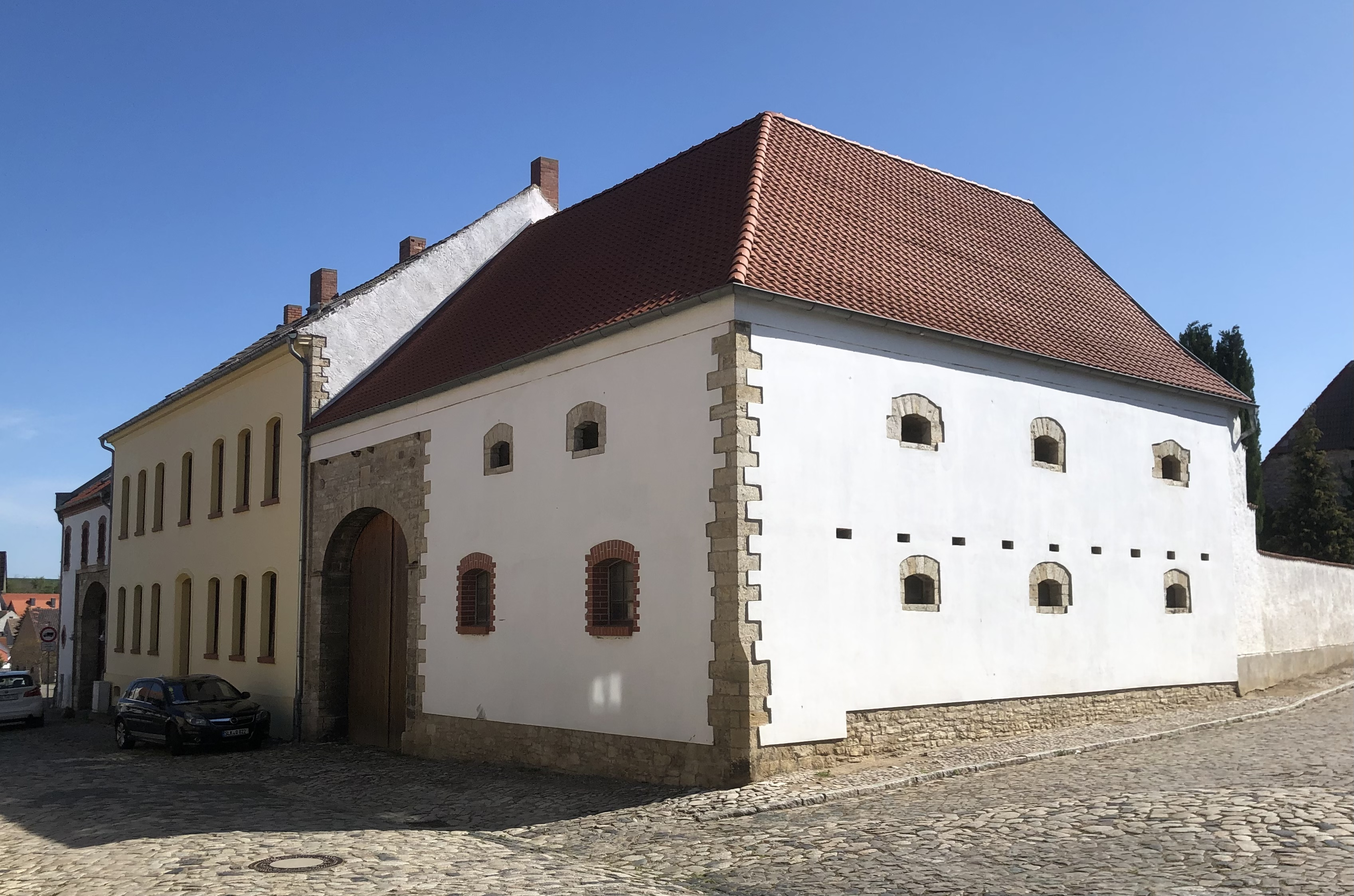
Bauernhof Marktstraße 24 in Cochstedt im Jahr 2022

Marktstraße 24 ist ein denkmalgeschützter Bauernhof in Cochstedt in Sachsen-Anhalt.

## Lage
Der Hof befindet sich im Ortszentrum des zur Stadt Hecklingen gehörenden Ortsteils Cochstedt, auf der Ostseite der Marktstraße in einer Ecklage zur südlich des Hofs verlaufenden Straße Am Rathaus.

## Architektur und Geschichte
Der große Bauernhof verfügt an seiner Westseite zur Marktstraße hin über ein zweigeschossiges traufständig ausgerichtetes Wohnhaus. Der Hauseingang zum schlichten siebenachsige Bau befindet sich in der mittleren Achse und ist über eine Freitreppe zu erreichen. Beiderseits des Wohnhauses befinden sich zwei große Toranlagen, die auf das Jahr 1849 datiert sind. Zum Hof gehört ein großes als Stall und Scheune genutztes Wirtschaftsgebäude aus dem Jahr 1897. Eine am Stall befindliche Inschriftentafel nennt bereits das Jahr 1705.
Im örtlichen Denkmalverzeichnis ist der Bauernhof unter der Erfassungsnummer 094 16489 als Baudenkmal eingetragen.